# Гола-делла-Росса-э-ди-Фразасси (природный натуральный парк)
Региональный природный парк ущелья Росса и Фразасси — охраняемая природная территория в итальянском регионе Марке, оперативный штаб которой расположен в комплексе Санта-Лучия.
Парк раскинулся на площади около 9170 гектаров на склонах Апеннин в провинции Анкона и охватывает коммуны Серра-Сан-Квирико, Дженга (известную своими пещерами Фразасси), Арчевия, Черрето-д’Эзи и Фабриано. Эти места сохранили нетронутую и пышную природу.
На территории парка также находится отшельнический скит Гроттафучиле, расположенный над ущельем Росса. Кроме того, здесь можно увидеть храм Валадье и скит Санта-Мария-Инфра-Сакса.

## История
Парк был основан в 1997 году согласно региональному закону, став важным шагом в сохранении уникального природного и культурного наследия этого уголка Марке.

## Экологические проблемы
Живописное ущелье Росса находится под угрозой из-за активной разработки карьеров, последствия которой для природы явно недооцениваются местными властями.
Кроме того, недостаток инфраструктуры порой затрудняет доступ в парк, ограничивая возможности для его посещения.

## Фауна
Среди многообразия обитателей парка особенно стоит отметить ежа, выбранного символом этой охраняемой территории.
Кроме того, здесь гнездится пара беркутов — редких и величественных хищников, украшающих собой местные скалы и леса.

## Фотографии Регионального парка Ущелья Росса и Фразасси

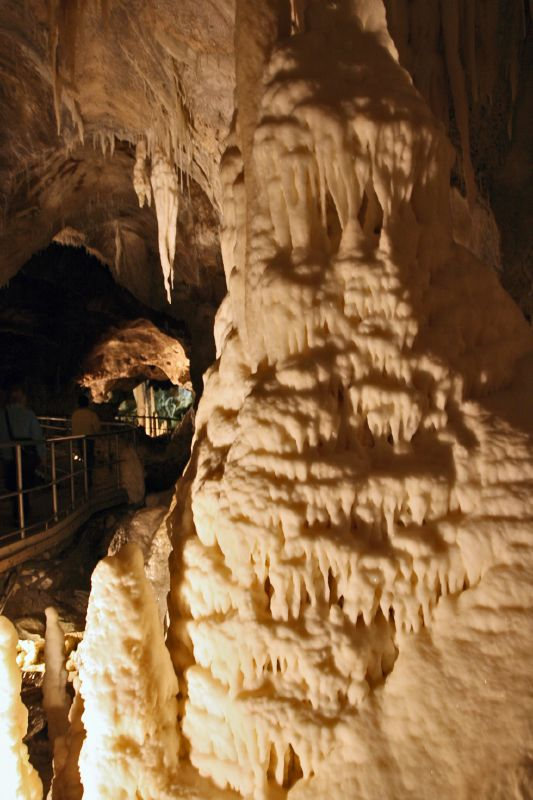
Пещеры Фразасси
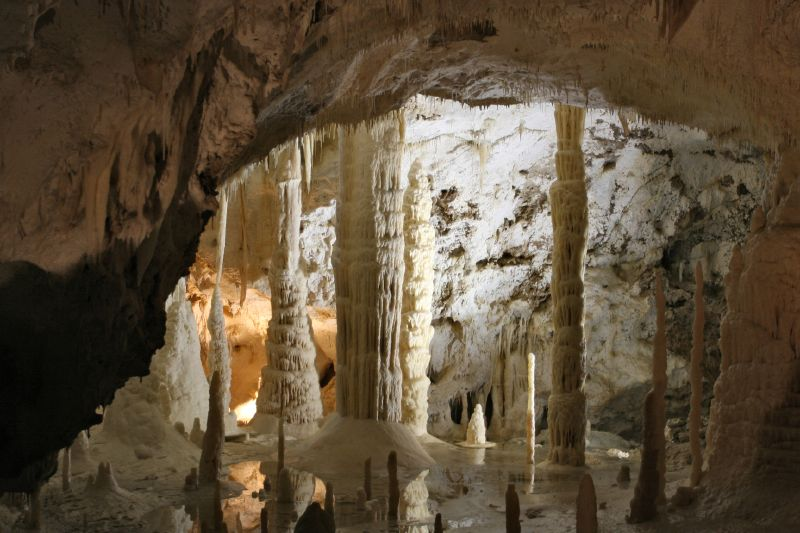
Сталактиты и сталагмиты в пещерах Фразасси
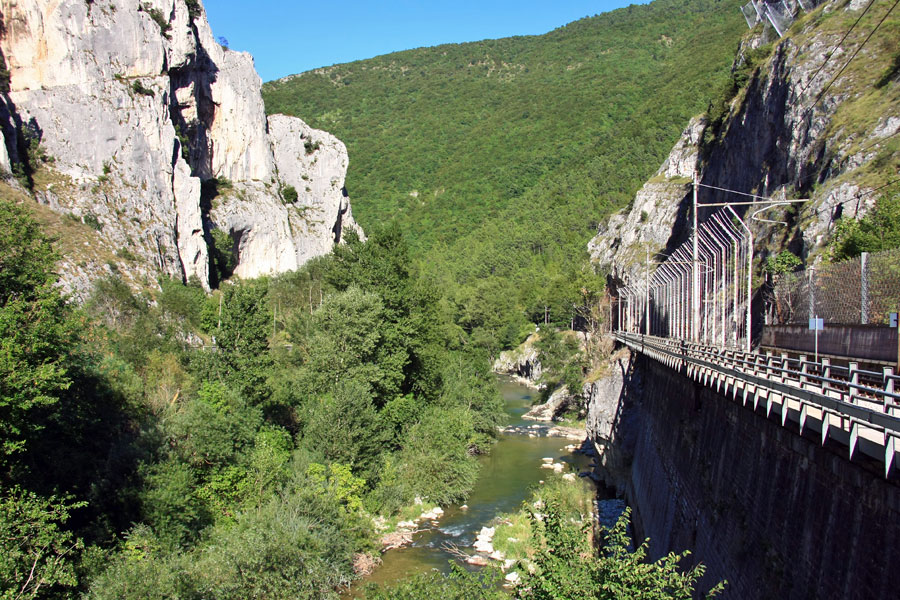
Участок ущелья Росса
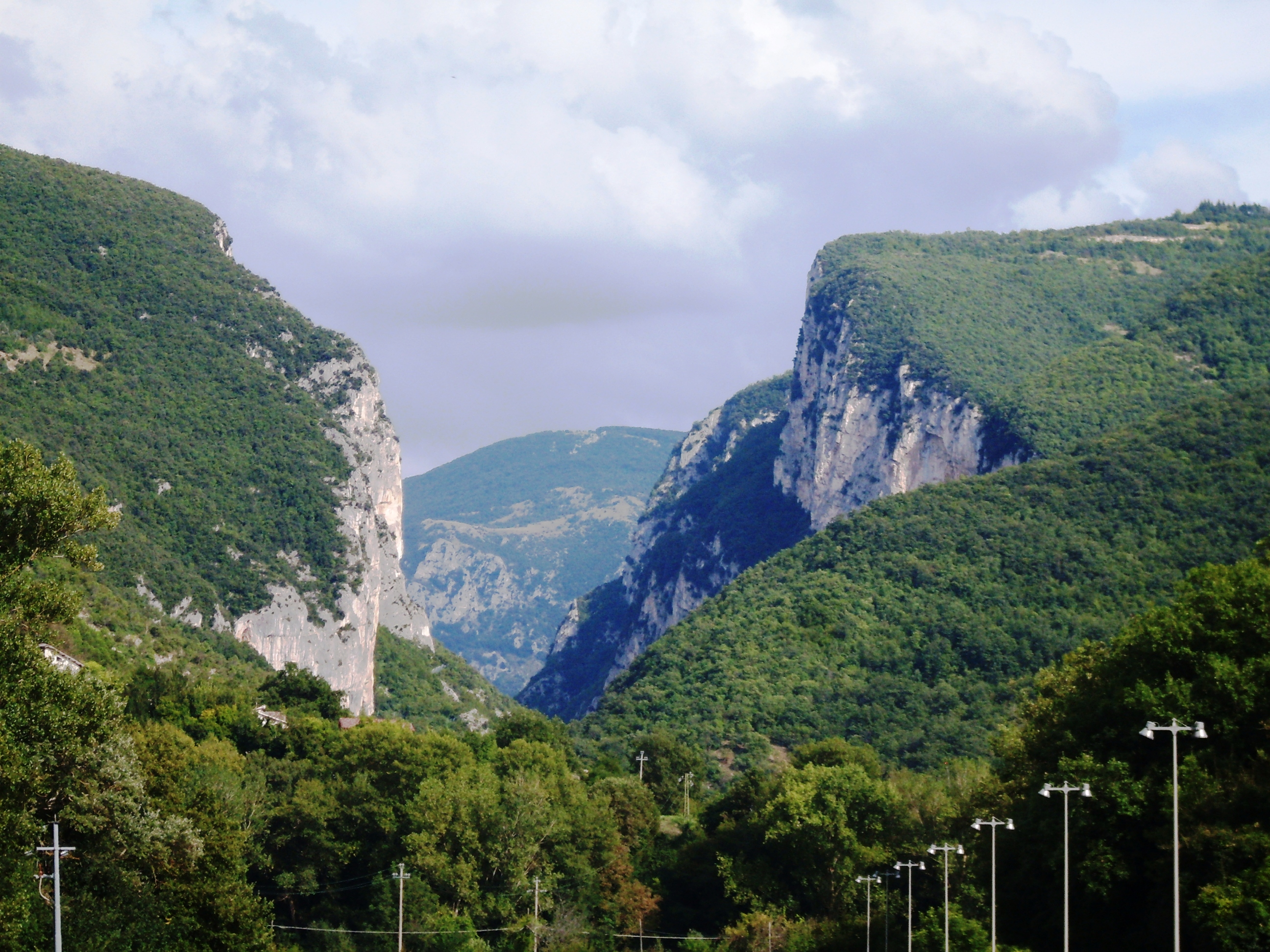
Леса Фразасси: ущелья, горы и деревья
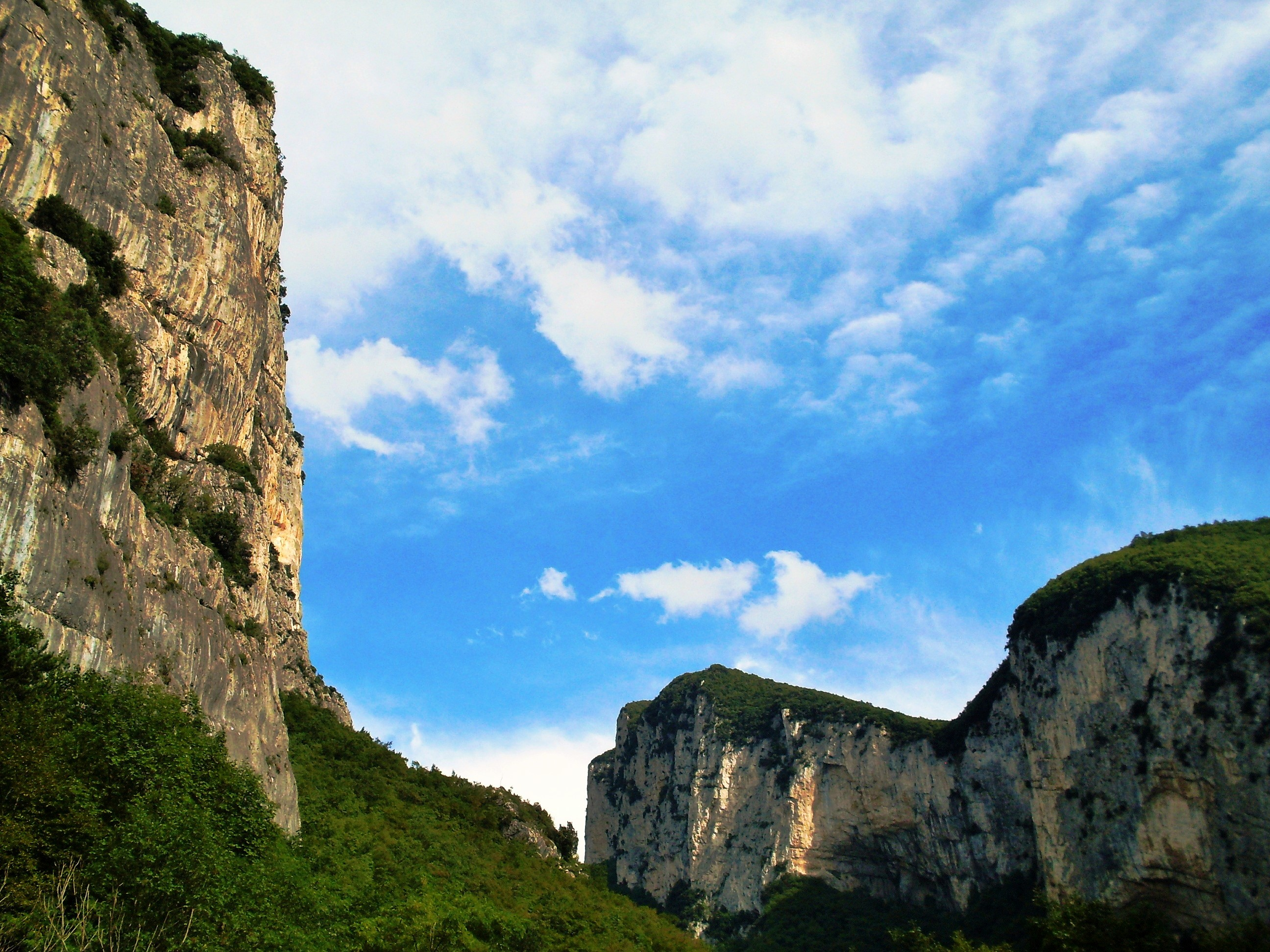
Леса Фразасси: горные пейзажи
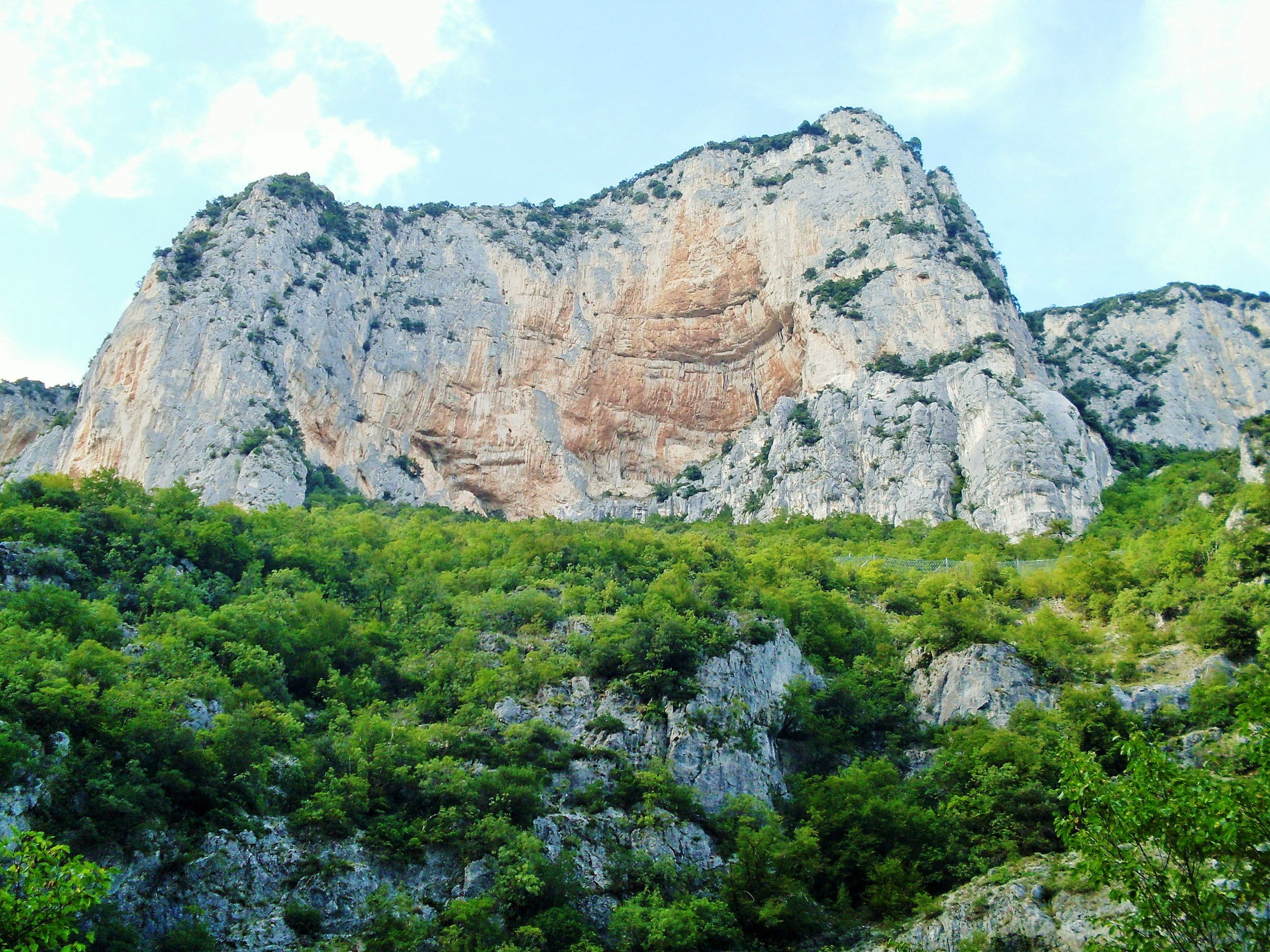
Скальные образования в лесу Фразасси
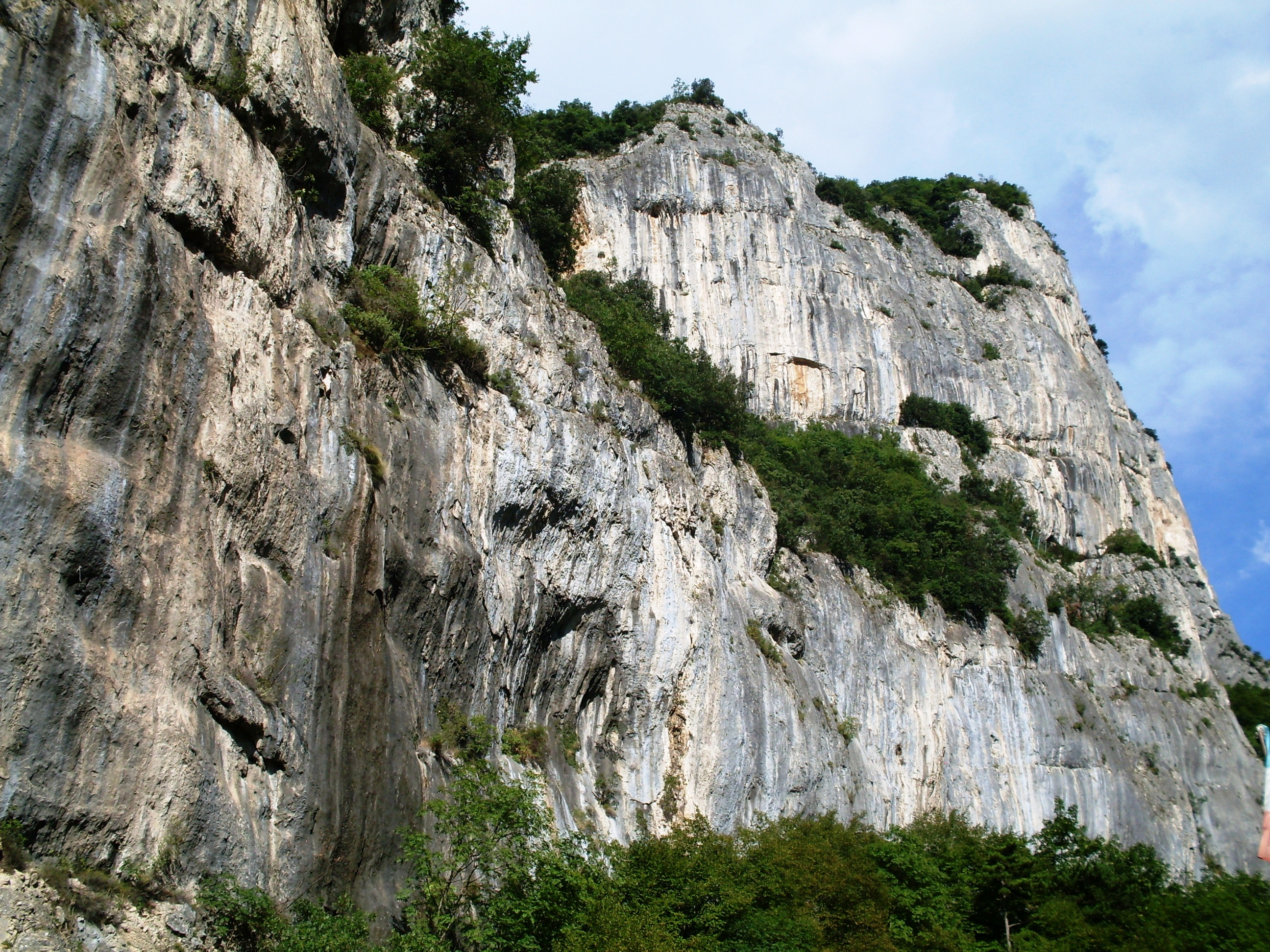
Каменные массивы в парке
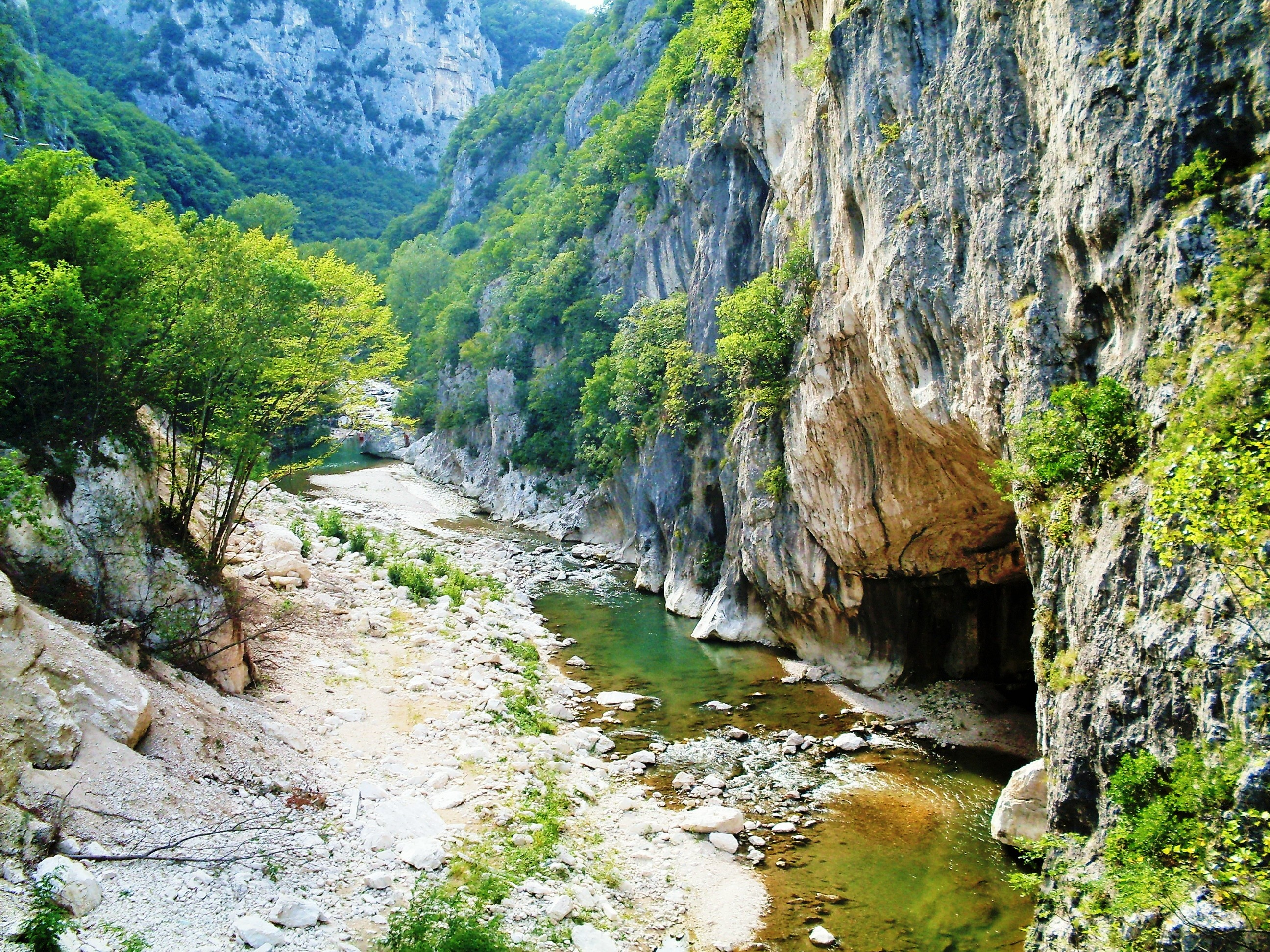
Река среди скал
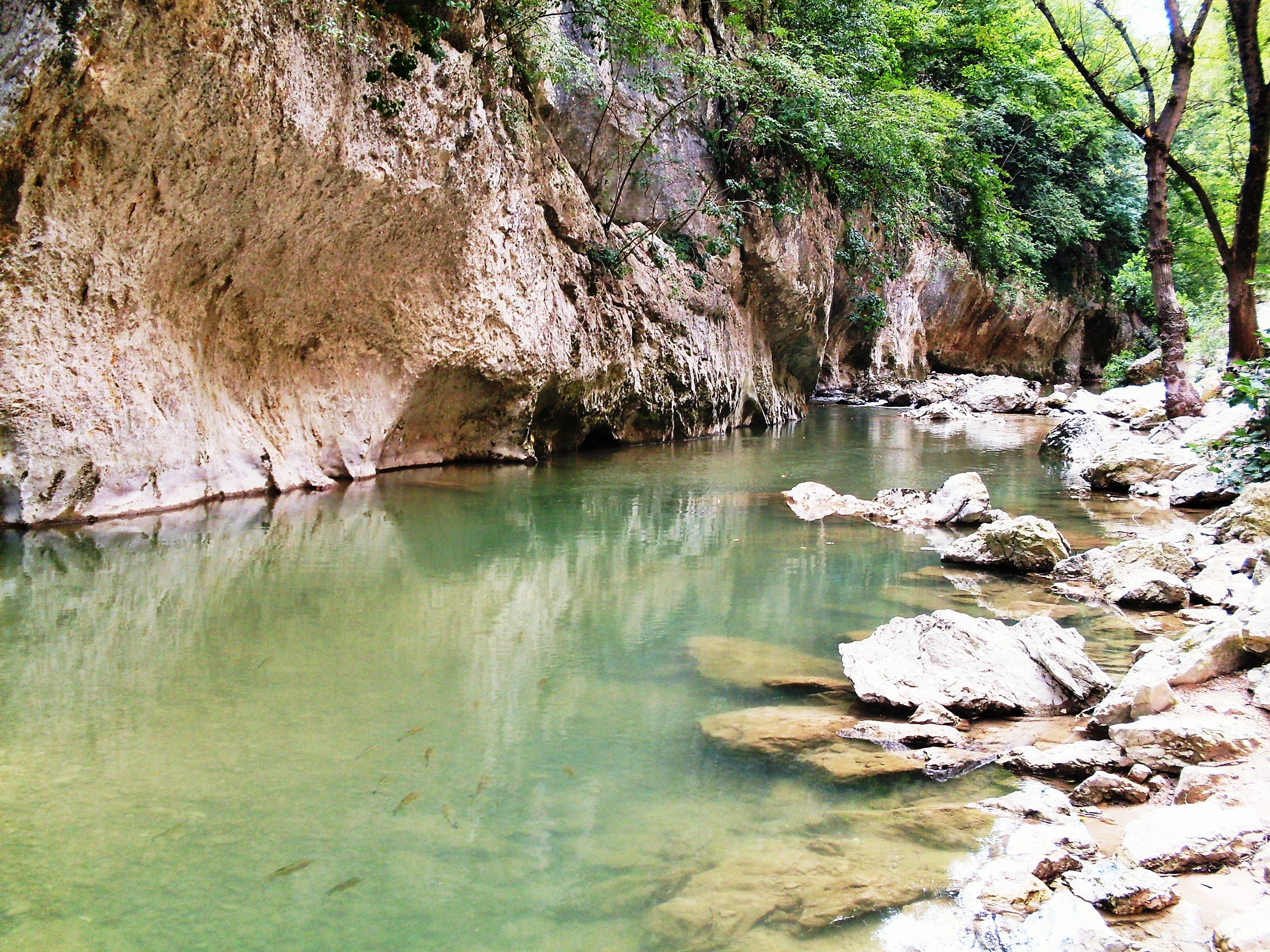
Река и рыбы у поверхности
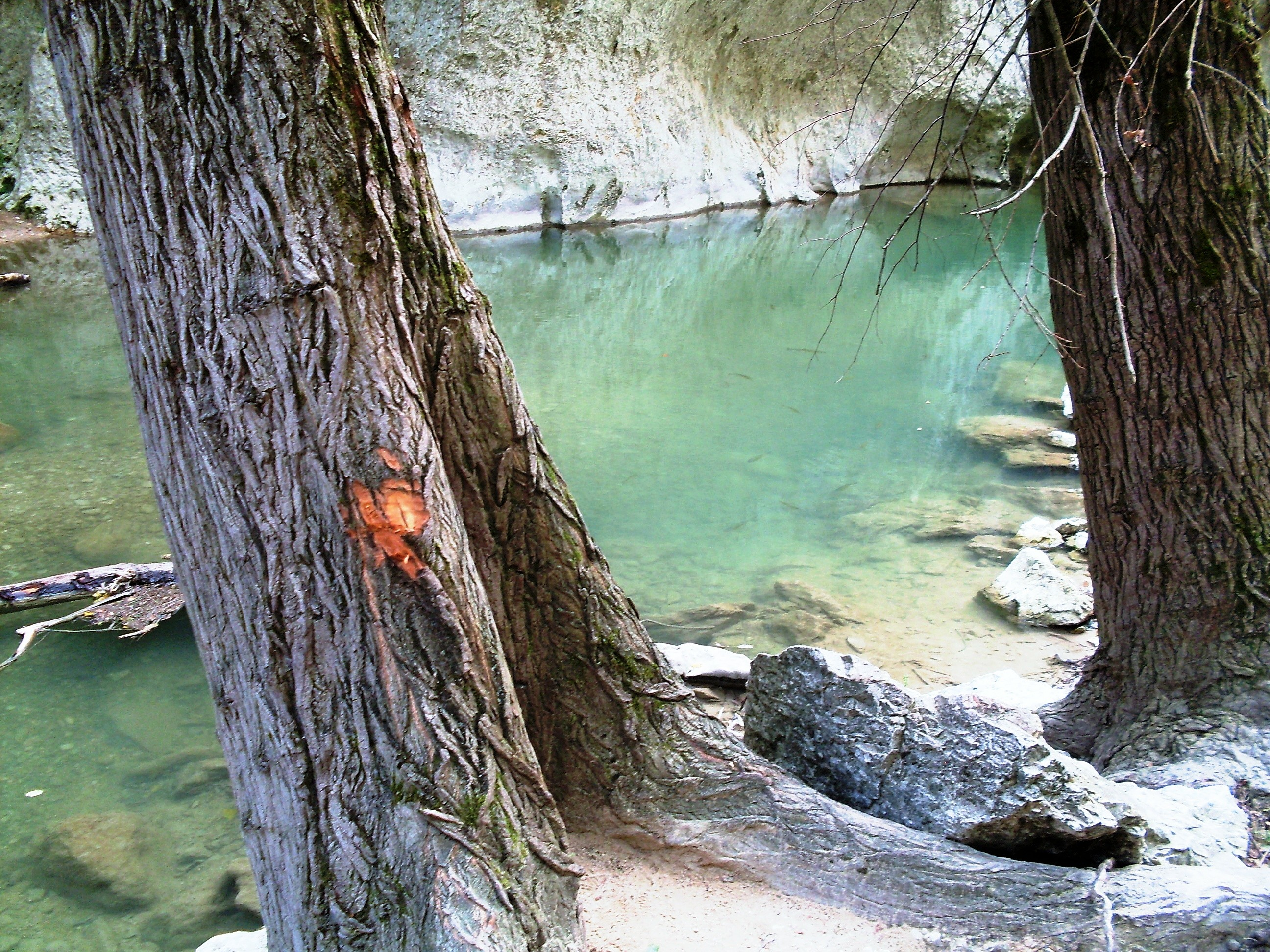
Река в обрамлении деревьев
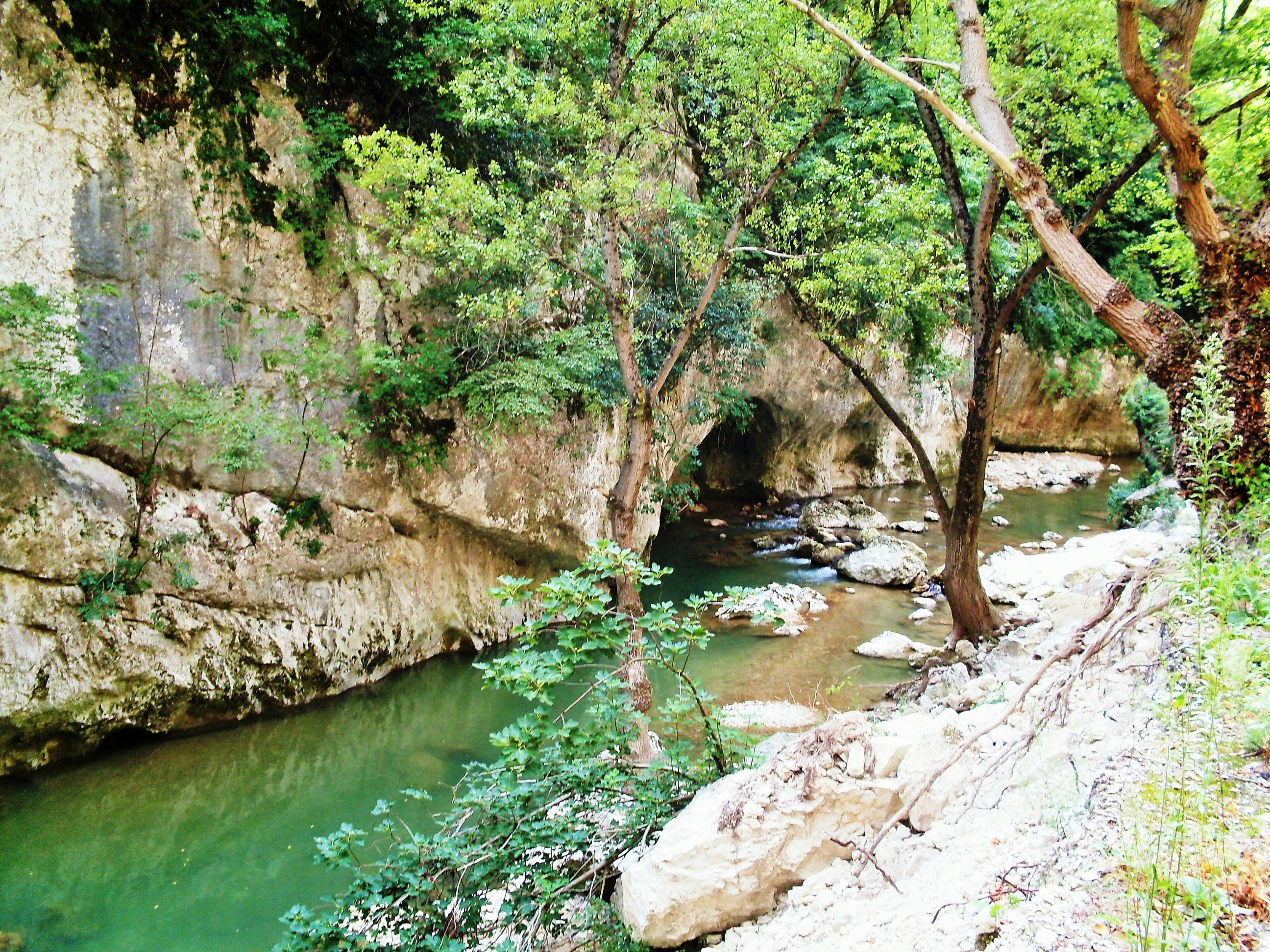
Речной пейзаж
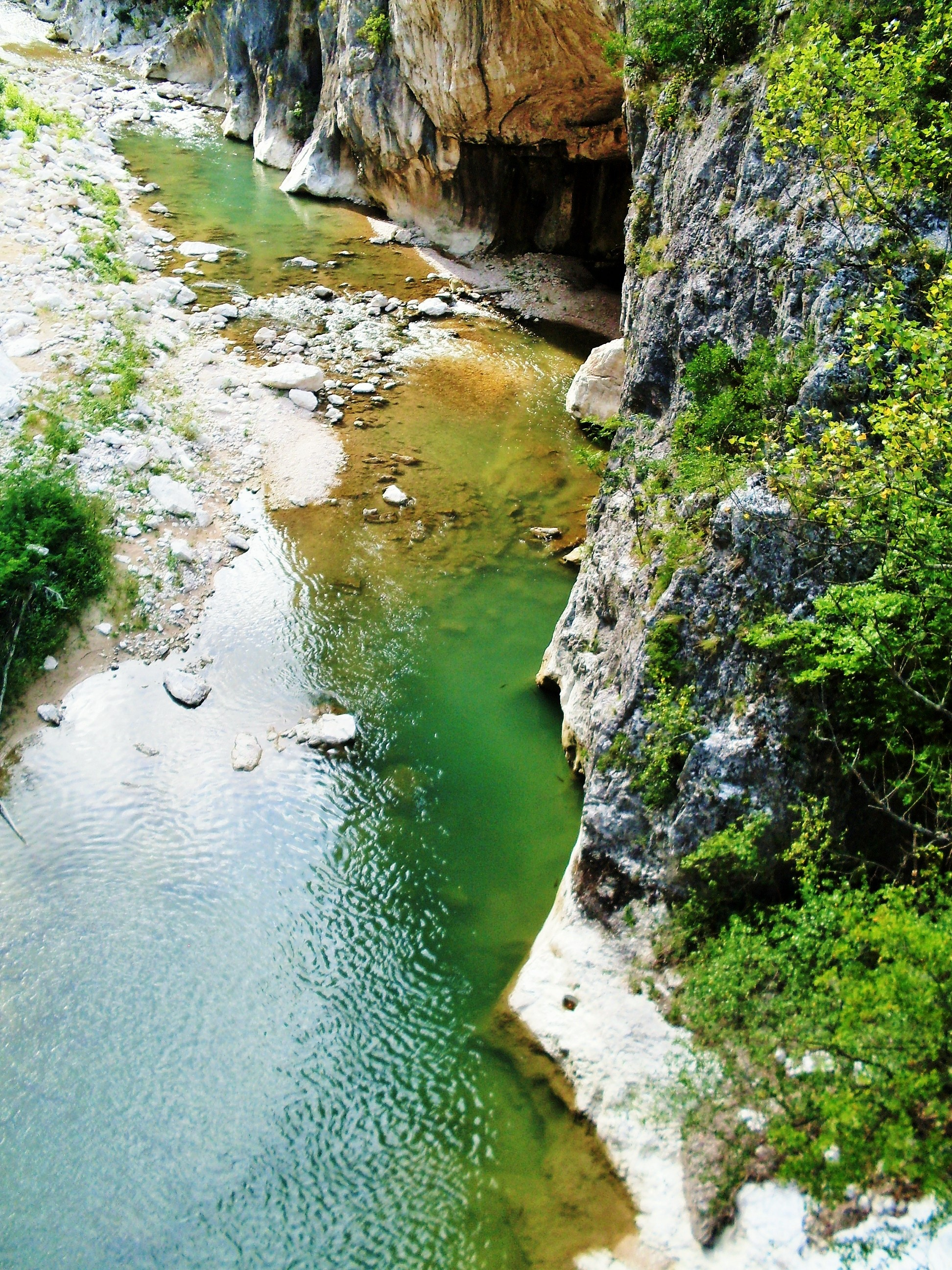
Скалы и их отражения в воде
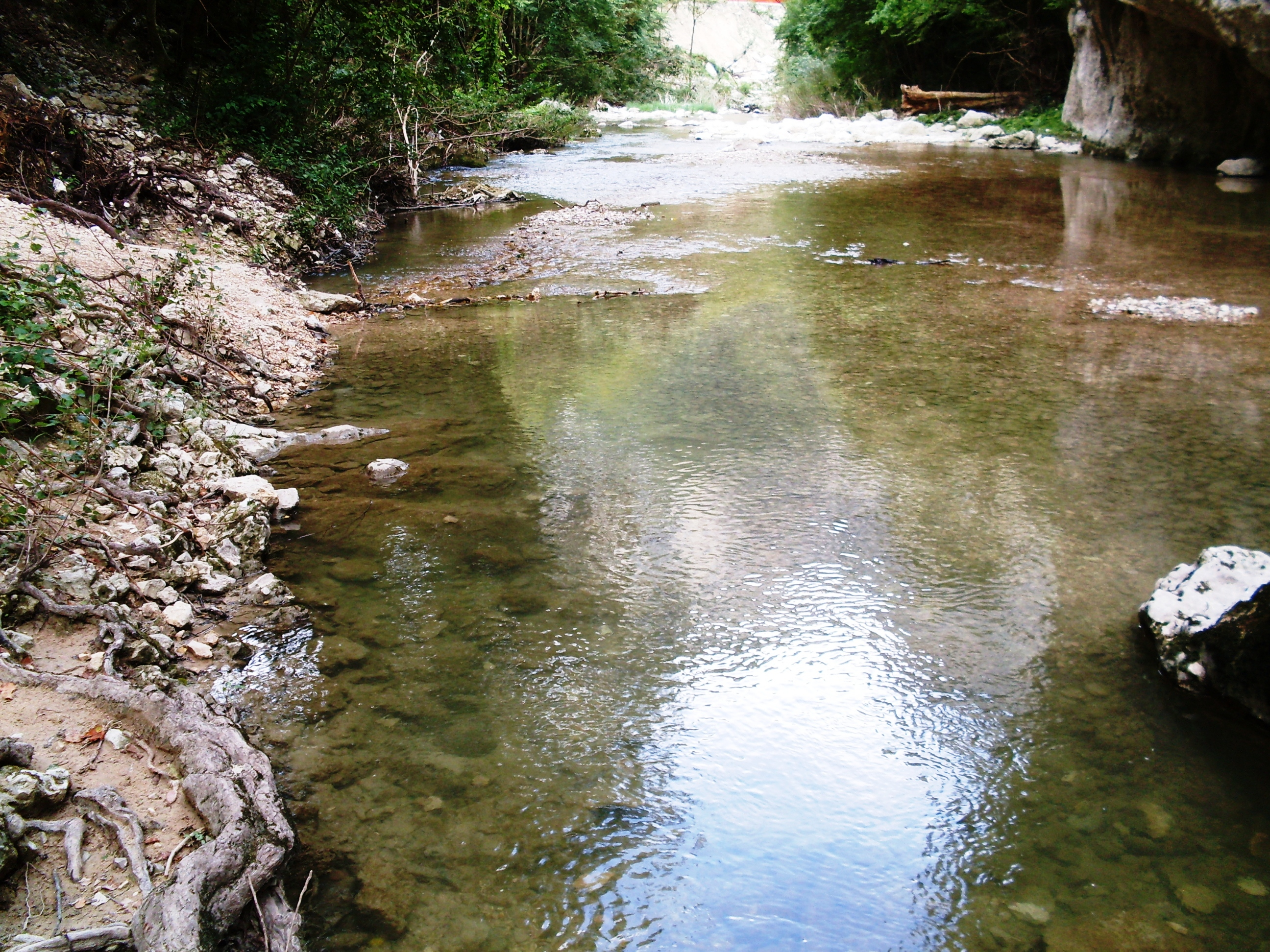
Водная гладь с отражениями
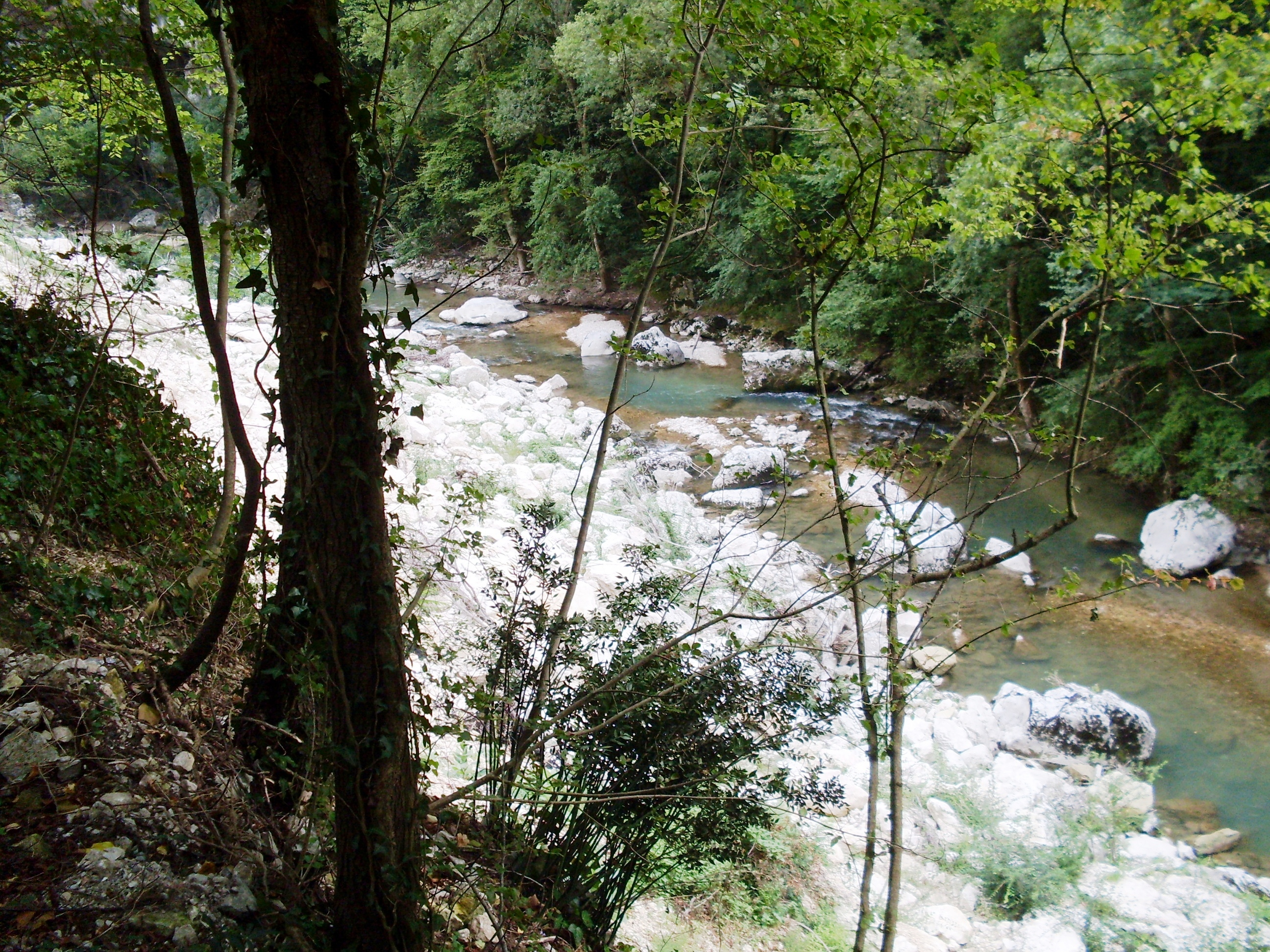
Ещё один вид реки
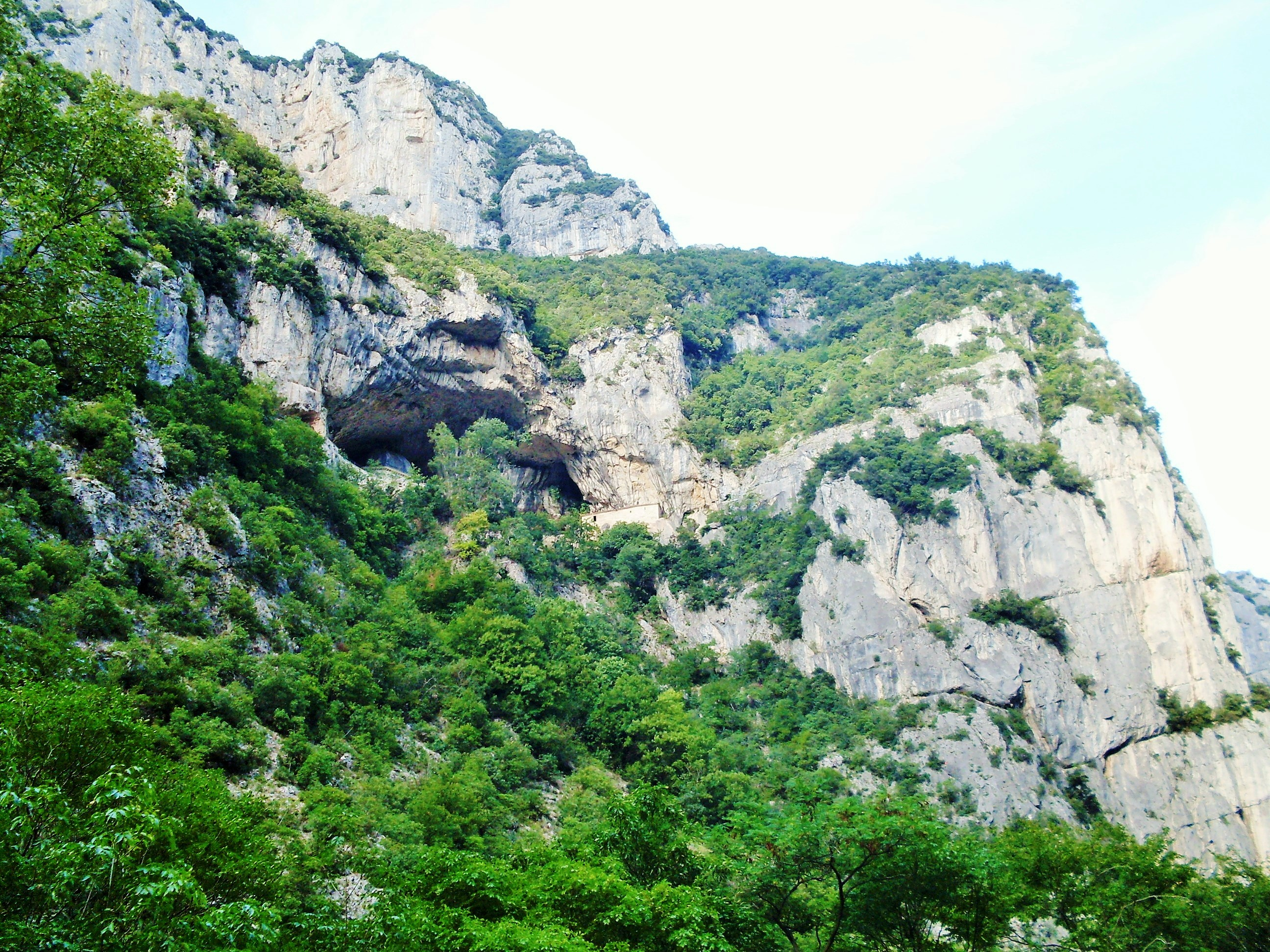
Храм Валадье среди скал
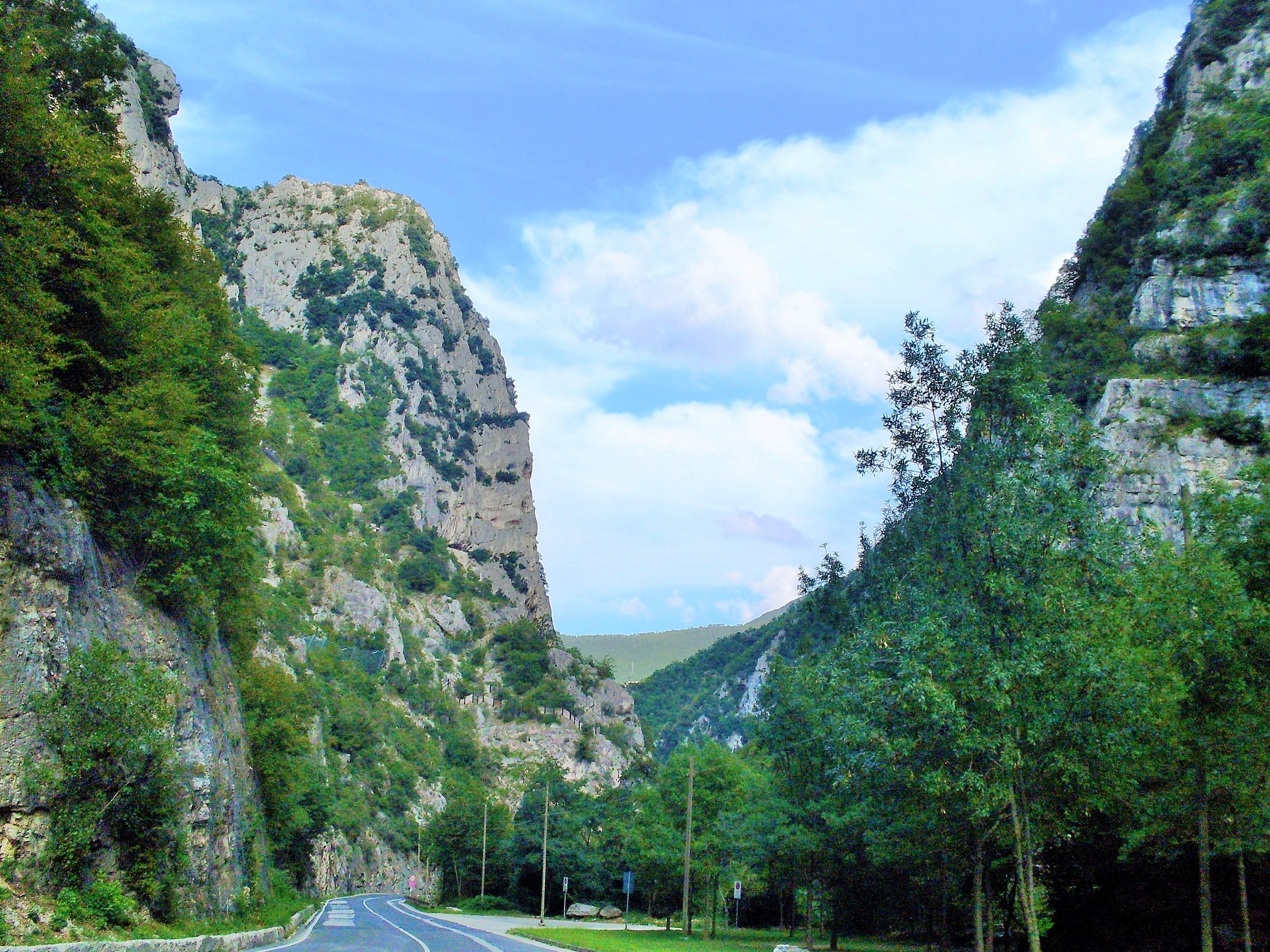
Дорога через лес Фразасси
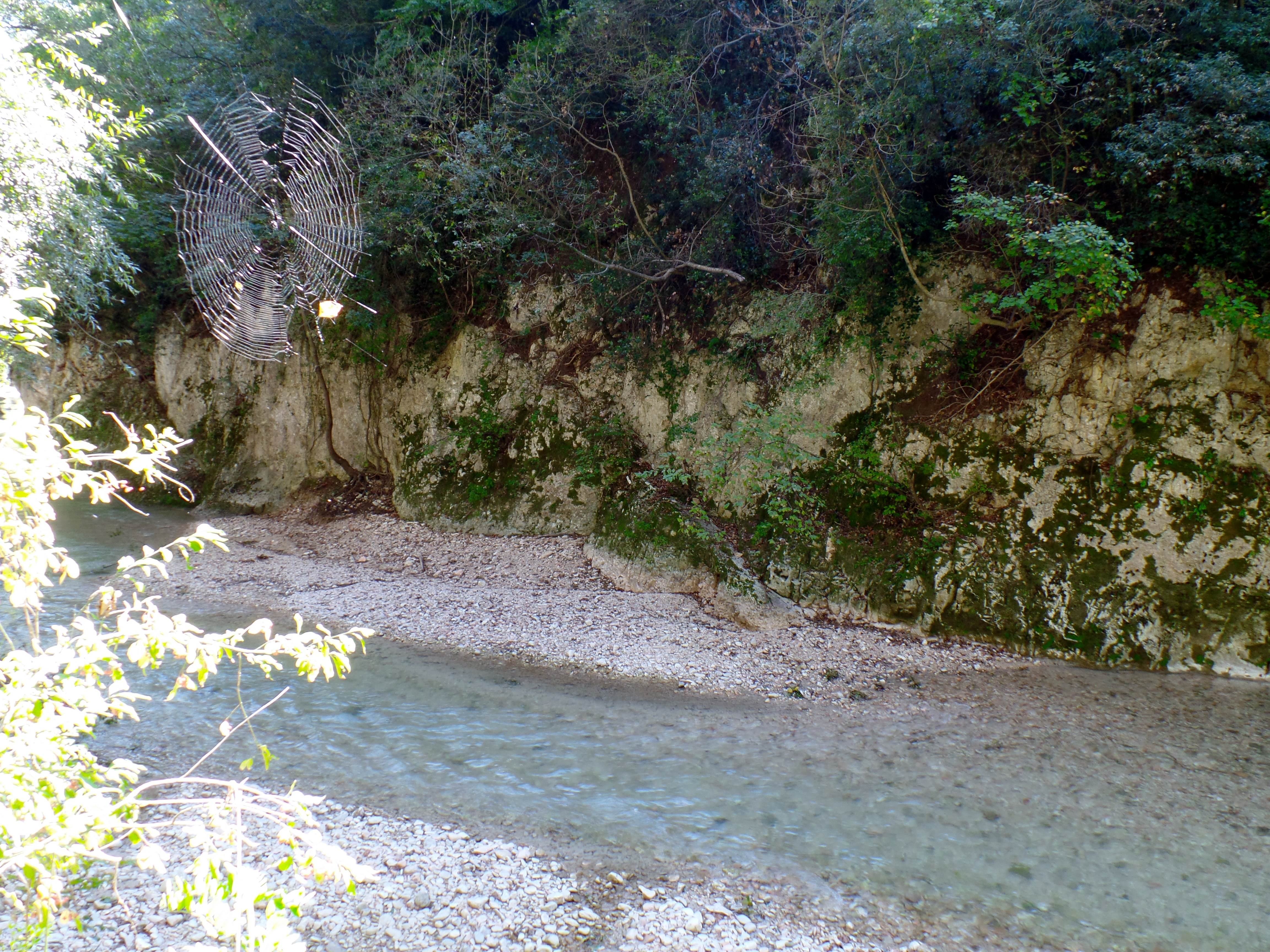
Паутина у реки
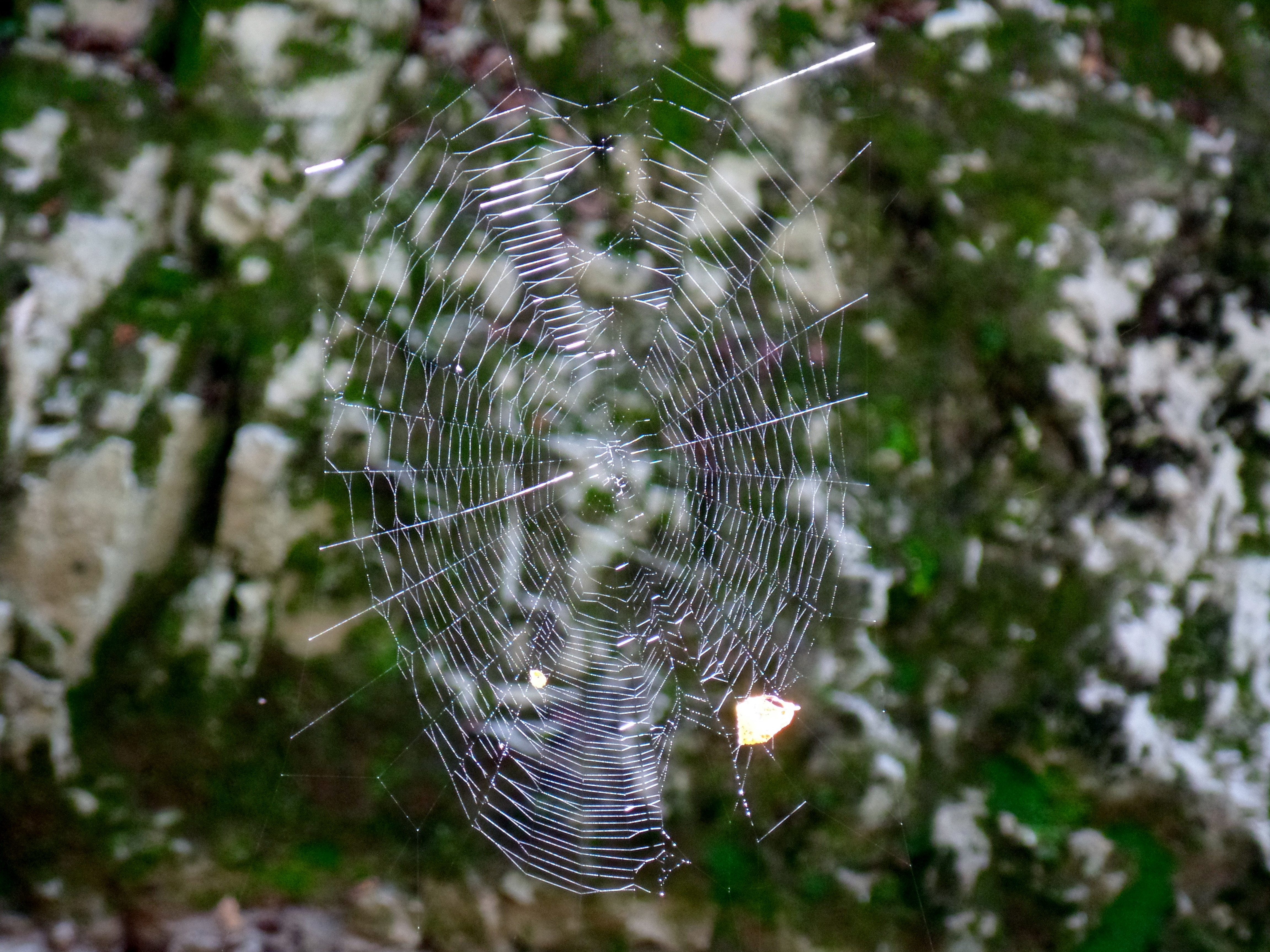
Ещё один снимок паутины у воды